# K League 1996
La K League 1996 fue la 14.ª temporada de la K League. Contó con la participación de nueve equipos. El torneo comenzó el 11 de mayo y terminó el 16 de noviembre de 1996.
El nuevo participante fue Suwon Samsung Bluewings. Además, Ilhwa Chunma, Hyundai Horang-i, Yukong Elephants, Daewoo Royals y LG Cheetahs pasaron a competir oficialmente bajo las denominaciones de Cheonan Ilhwa Chunma, Ulsan Hyundai Horang-i, Bucheon Yukong, Pusan Daewoo Royals y Anyang LG Cheetahs respectivamente.
El campeón fue Ulsan Hyundai Horang-i, por lo que clasificó a la Copa de Clubes de Asia 1997-98. Por otra parte, salió subcampeón Suwon Samsung Bluewings, quien no pudo disputar el máximo torneo continental a pesar de eso. El segundo cupo para la Copa de Clubes de Asia fue para Pohang Atoms.

## Reglamento de juego
El torneo se dividió en dos etapas. Cada una de ellas se disputó en un formato de todos contra todos a ida y vuelta, de manera tal que cada equipo debió jugar un partido de local y uno de visitante contra sus otros ocho contrincantes y quedar libre en una fecha. Una victoria se puntuaba con tres unidades, mientras que el empate valía un punto y la derrota, ninguno.
Para desempatar se utilizaron los siguientes criterios:
1. Puntos
2. Diferencia de goles
3. Goles anotados
4. Resultados entre los equipos en cuestión

El ganador de cada etapa clasificó a la final de campeonato, que se definiría en dos partidos. Si el marcador global seguía igualado, se disputaría un tercer partido para desempatar; si este encuentro continuaba igualado al cabo del tiempo reglamentario, se jugaría una prórroga con gol de oro. Finalmente, en caso de que prosiguiera la paridad en el resultado, se ejecutaría una tanda de penales.

## Tabla de posiciones

### Primera etapa
| Pos. | Equipo                  | Pts. | PJ | G  | E | P | GF | GC | Dif. | Clasificación                        |
| ---- | ----------------------- | ---- | -- | -- | - | - | -- | -- | ---- | ------------------------------------ |
| 1    | Ulsan Hyundai Horang-i  | 36   | 16 | 11 | 3 | 2 | 32 | 17 | +15  | Clasificado a la Final de Campeonato |
| 2    | Pohang Atoms            | 35   | 16 | 10 | 5 | 1 | 24 | 12 | +12  |                                      |
| 3    | Suwon Samsung Bluewings | 30   | 16 | 9  | 3 | 4 | 28 | 18 | +10  |                                      |
| 4    | Bucheon Yukong          | 20   | 16 | 5  | 5 | 6 | 28 | 29 | −1   |                                      |
| 5    | Jeonbuk Dinos           | 19   | 16 | 5  | 4 | 7 | 21 | 25 | −4   |                                      |
| 6    | Chunnam Dragons         | 18   | 16 | 5  | 3 | 8 | 18 | 29 | −11  |                                      |
| 7    | Pusan Daewoo Royals     | 15   | 16 | 4  | 3 | 9 | 23 | 28 | −5   |                                      |
| 8    | Anyang LG Cheetahs      | 15   | 16 | 4  | 3 | 9 | 21 | 28 | −7   |                                      |
| 9    | Cheonan Ilhwa Chunma    | 11   | 16 | 2  | 5 | 9 | 17 | 26 | −9   |                                      |

 Fuente: South Korea 1996

### Segunda etapa
| Pos. | Equipo                  | Pts. | PJ | G | E | P  | GF | GC | Dif. | Clasificación                        |
| ---- | ----------------------- | ---- | -- | - | - | -- | -- | -- | ---- | ------------------------------------ |
| 1    | Suwon Samsung Bluewings | 33   | 16 | 9 | 6 | 1  | 29 | 15 | +14  | Clasificado a la Final de Campeonato |
| 2    | Bucheon Yukong          | 28   | 16 | 8 | 4 | 4  | 27 | 22 | +5   |                                      |
| 3    | Pohang Atoms            | 26   | 16 | 7 | 5 | 4  | 30 | 26 | +4   |                                      |
| 4    | Pusan Daewoo Royals     | 21   | 16 | 5 | 6 | 5  | 22 | 23 | −1   |                                      |
| 5    | Cheonan Ilhwa Chunma    | 21   | 16 | 6 | 3 | 7  | 35 | 37 | −2   |                                      |
| 6    | Chunnam Dragons         | 18   | 16 | 4 | 6 | 6  | 22 | 24 | −2   |                                      |
| 7    | Jeonbuk Dinos           | 18   | 16 | 5 | 3 | 8  | 20 | 24 | −4   |                                      |
| 8    | Anyang LG Cheetahs      | 17   | 16 | 4 | 5 | 7  | 23 | 28 | −5   |                                      |
| 9    | Ulsan Hyundai Horang-i  | 15   | 16 | 5 | 0 | 11 | 28 | 37 | −9   |                                      |

 Fuente: South Korea 1996

### General
| Pos. | Equipo                     | Pts. | PJ | G  | E  | P  | GF | GC | Dif. | Clasificación                                   |
| ---- | -------------------------- | ---- | -- | -- | -- | -- | -- | -- | ---- | ----------------------------------------------- |
| 1    | Ulsan Hyundai Horang-i (C) | 51   | 32 | 16 | 3  | 13 | 60 | 54 | +6   | Clasificado a la Copa de Clubes de Asia 1997-98 |
| 2    | Suwon Samsung Bluewings    | 63   | 32 | 18 | 9  | 5  | 57 | 33 | +24  | Clasificado a la Recopa de la AFC 1997-98       |
| 3    | Pohang Atoms               | 61   | 32 | 17 | 10 | 5  | 54 | 38 | +16  | Clasificado a la Copa de Clubes de Asia 1997-98 |
| 4    | Bucheon Yukong             | 48   | 32 | 13 | 9  | 10 | 55 | 51 | +4   |                                                 |
| 5    | Jeonbuk Dinos              | 37   | 32 | 10 | 7  | 15 | 41 | 49 | −8   |                                                 |
| 6    | Pusan Daewoo Royals        | 36   | 32 | 9  | 9  | 14 | 45 | 51 | −6   |                                                 |
| 7    | Chunnam Dragons            | 36   | 32 | 9  | 9  | 14 | 40 | 53 | −13  |                                                 |
| 8    | Cheonan Ilhwa Chunma       | 32   | 32 | 8  | 8  | 16 | 52 | 63 | −11  |                                                 |
| 9    | Anyang LG Cheetahs         | 32   | 32 | 8  | 8  | 16 | 44 | 56 | −12  |                                                 |

 Fuente: South Korea 1996
Notas:
1. ↑  Pohang Atoms se clasificó para la Copa de Clubes de Asia 1997-98 como campeón vigente.

## Final de campeonato
| Ida; 9 de noviembre de 1996 | Ulsan Hyundai Horang-i | 0:1 (0:1) | Suwon Samsung Bluewings | Estadio Público, Ulsan |  |
|                             |                        | Reporte   | H.D. Cho 21'            |                        |  |

| Vuelta; 16 de noviembre de 1996 | Suwon Samsung Bluewings | 1:3 (0:1) | Ulsan Hyundai Horang-i                       | Suwon Sports Complex, Suwon |  |
|                                 | K.K. Lee 47'            | Reporte   | H.S. Kim 31' · S.C. Yoo 61' · S.J. Hwang 80' |                             |  |

## Campeón
|                                            |
|                                            |
| Campeón Ulsan Hyundai Horang-i 1.er título |